# Dolichopeza (Nesopeza) adela
Dolichopeza (Nesopeza) adela is een tweevleugelige uit de familie langpootmuggen (Tipulidae). De soort komt voor in het Oriëntaals gebied.